# Stor klubbhornstekel
Stor klubbhornstekel (Cimbex femoratus) är en stekelart som först beskrevs av Carl von Linné 1758. Arten ingår i släktet Cimbex, och familjen klubbhornsteklar. Arten är reproducerande i Sverige och Finland.

## Utbredning
Arten förekommer i större delen av Europa utom Iberiska halvön och Balkan, samt österut till asiatiska Ryssland. I Sverige finns arten i hela landet utom norra Norrlands inland, medan den i Finland har påträffats i södra och mellersta delarna av landet, dock främst i syd. Några observationer från Åland finns dock inte. I båda länderna är arten klassificerad som livskraftig ("LC").

## Beskrivning
Arten är en av de största steklarna med en längd av 12 till 28 millimeter. Hanen är vanligen helsvart, honans bakkropp är mer eller mindre gulfläckig, ibland helt brunröd. Vingarna är ljust brungula med mörkbrun utkant. Larven är gröngul med svart ryggstrimma.

## Ekologi
Honan lägger sina ägg på björklöv, som larverna lever av. Larven förpuppar sig i en kokong bland växtligheten eller direkt på marken.

## Namn
Både Artdatabanken och Finlands Artdatacenter anger det svenska trivialnamnet stor klubbhornstekel. Ett föråldrat trivialnamn är björkbladstekel.

## Bildgalleri

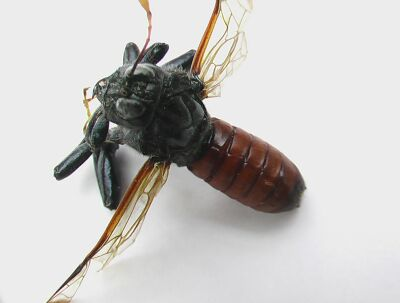
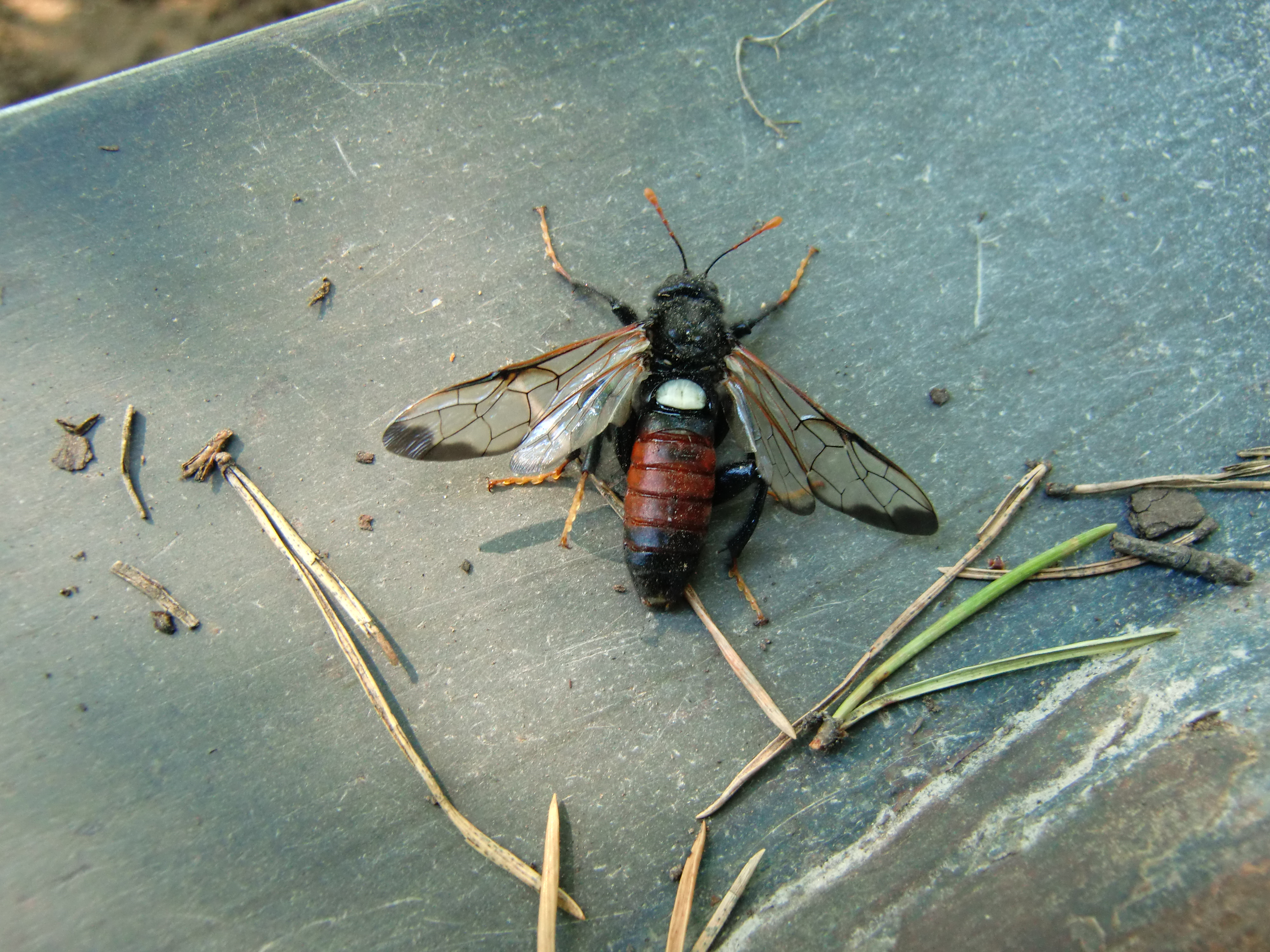
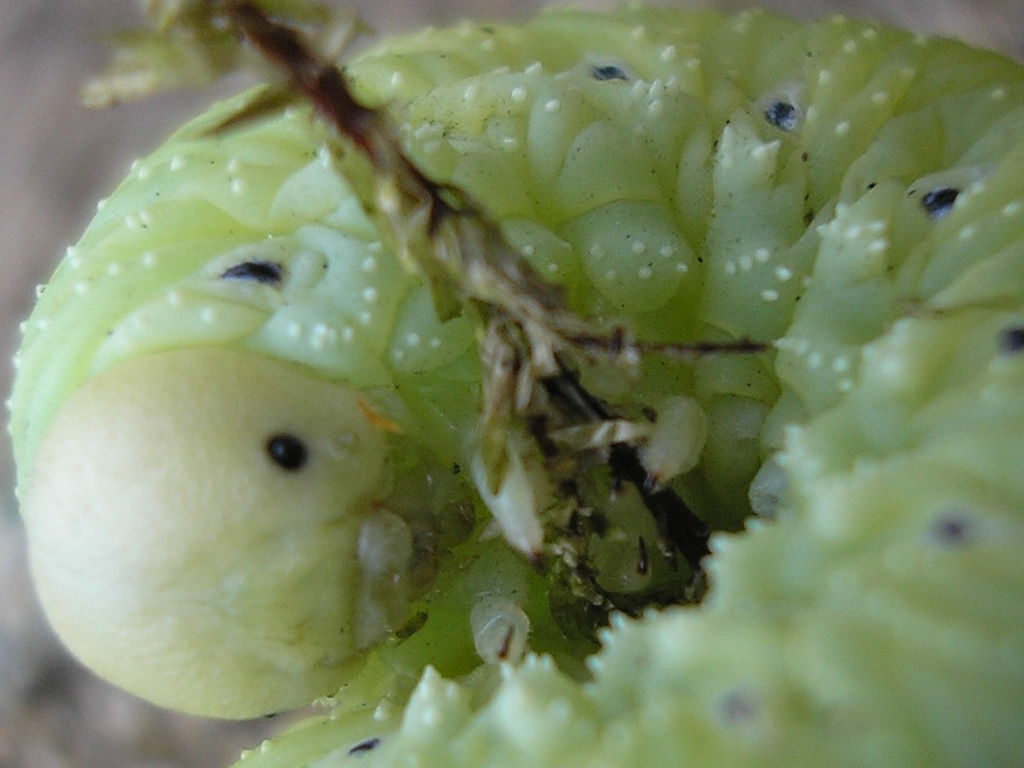
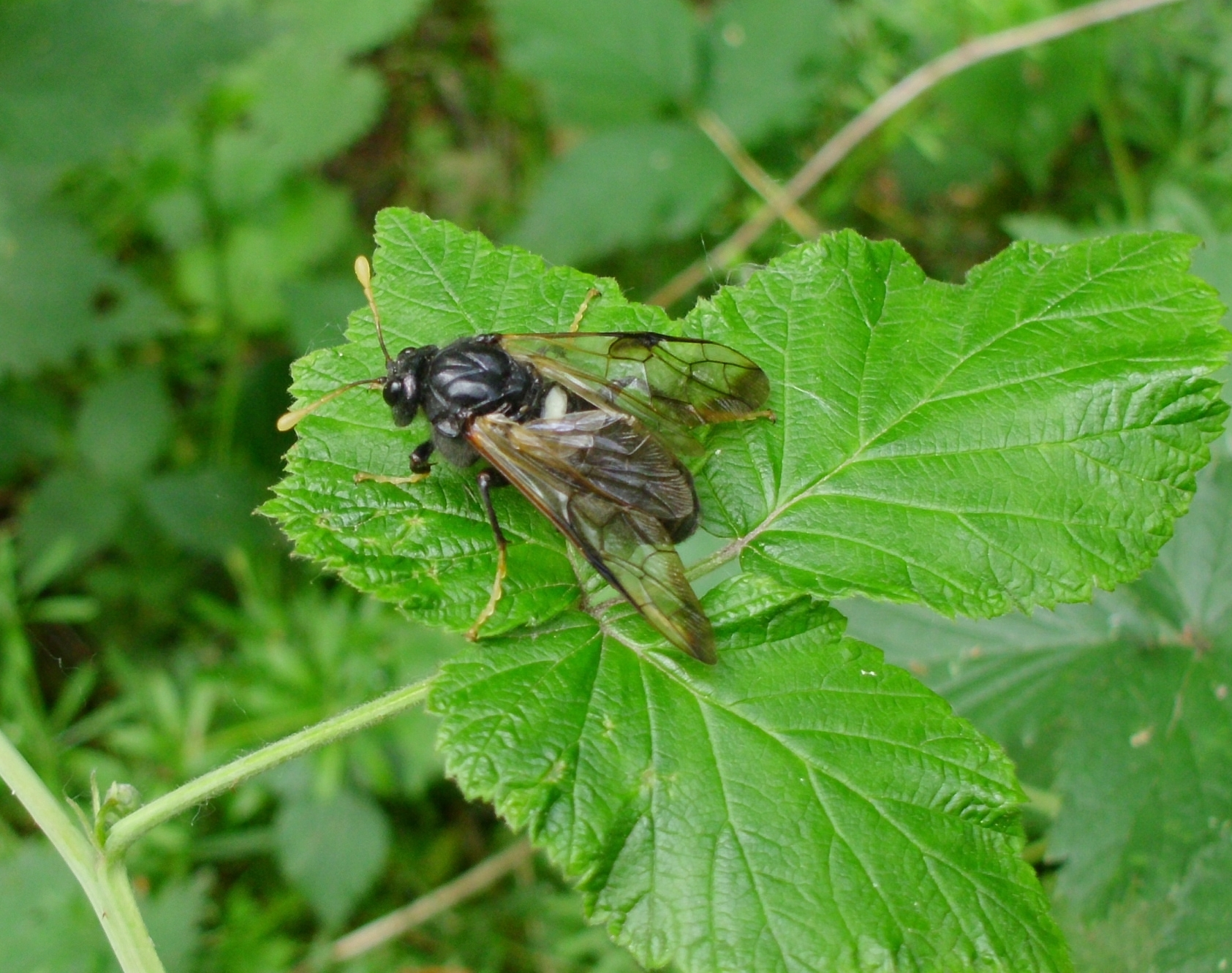